# Dartlo
Dartlo è un villaggio del distretto di Akhmeta, nella regione della Cachezia, in Georgia. In base all'ultimo censimento del 2014 risulta essere disabitato.
Il piccolo borgo, noto per le sue casetorri, è ubicato sul versante meridionale della catena dei Monti Pirikiti, sulla riva orografica sinistra del fiume Didkhevi ad una altezza di 2000 metri dal livello del mare.
Dartlo è parte della regione storica di Tusheti e dista circa 12 km da Omalo, che è il centro principale della Tuscezia.

## Galleria d'immagini

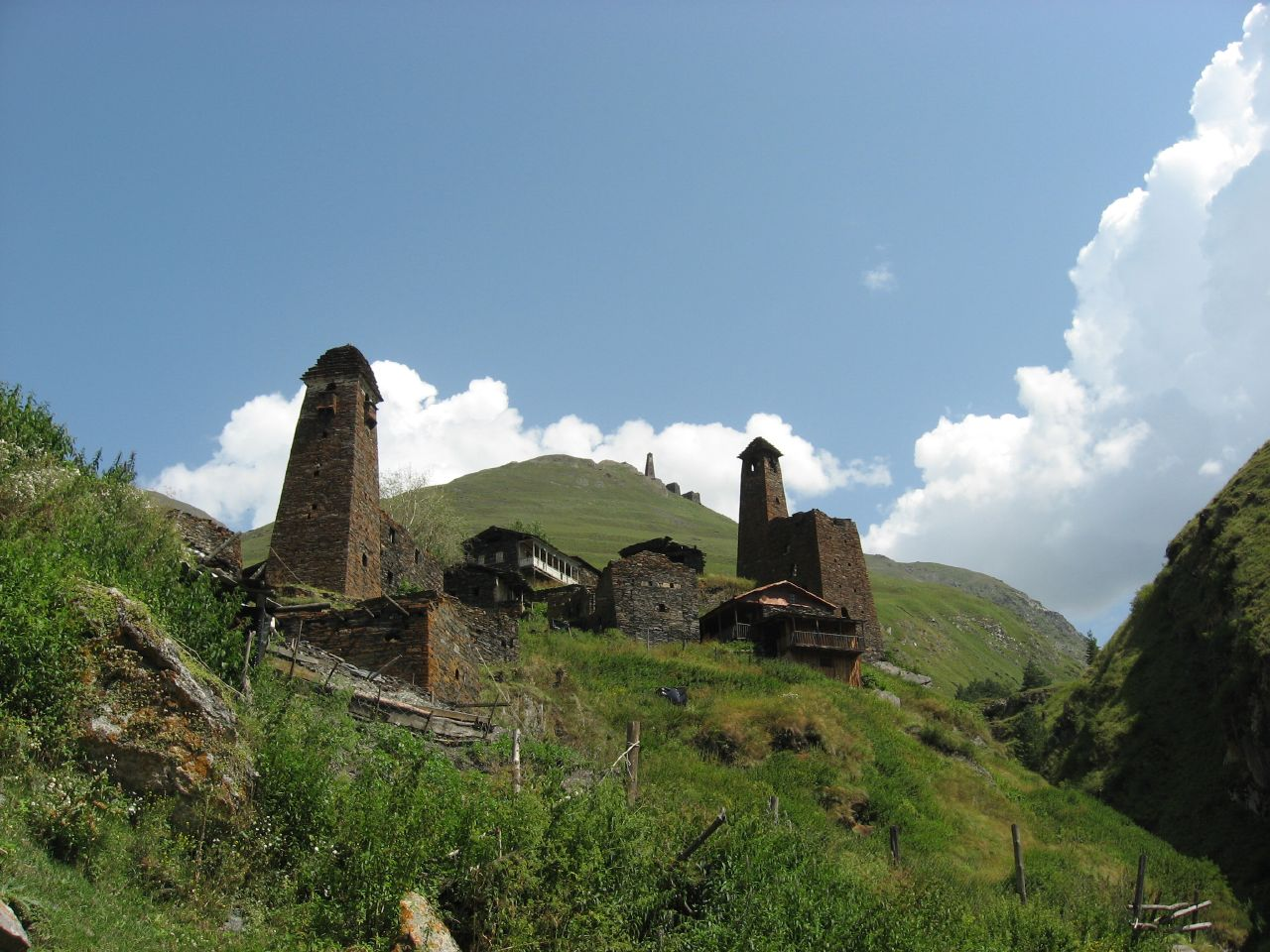
Tipiche case torri a Dartlo
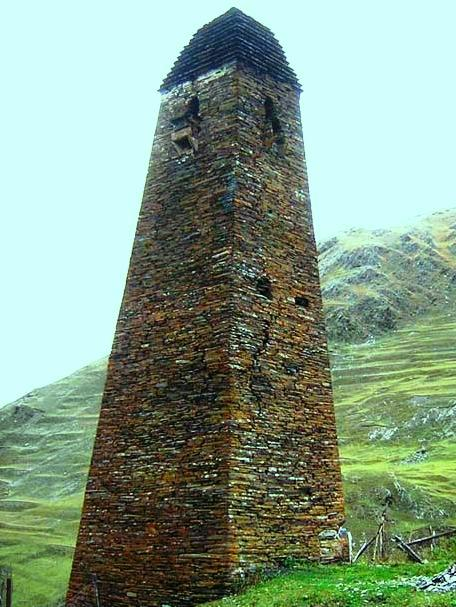
Una casa torre a Dartlo
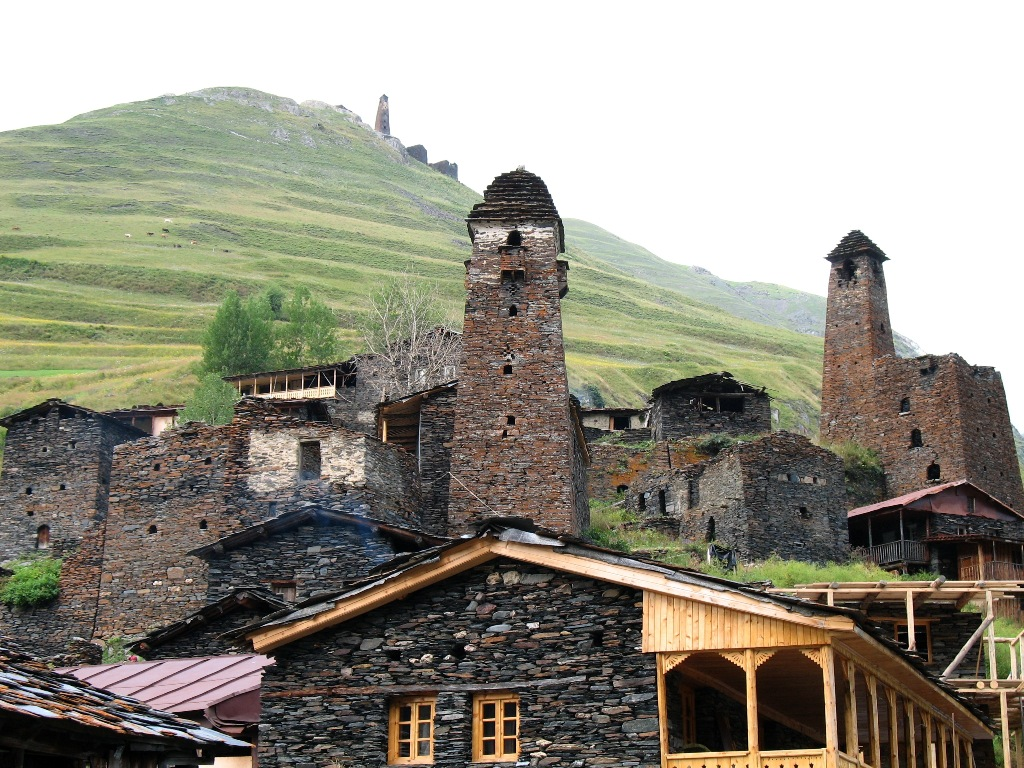
Il Villaggio di Dartlo
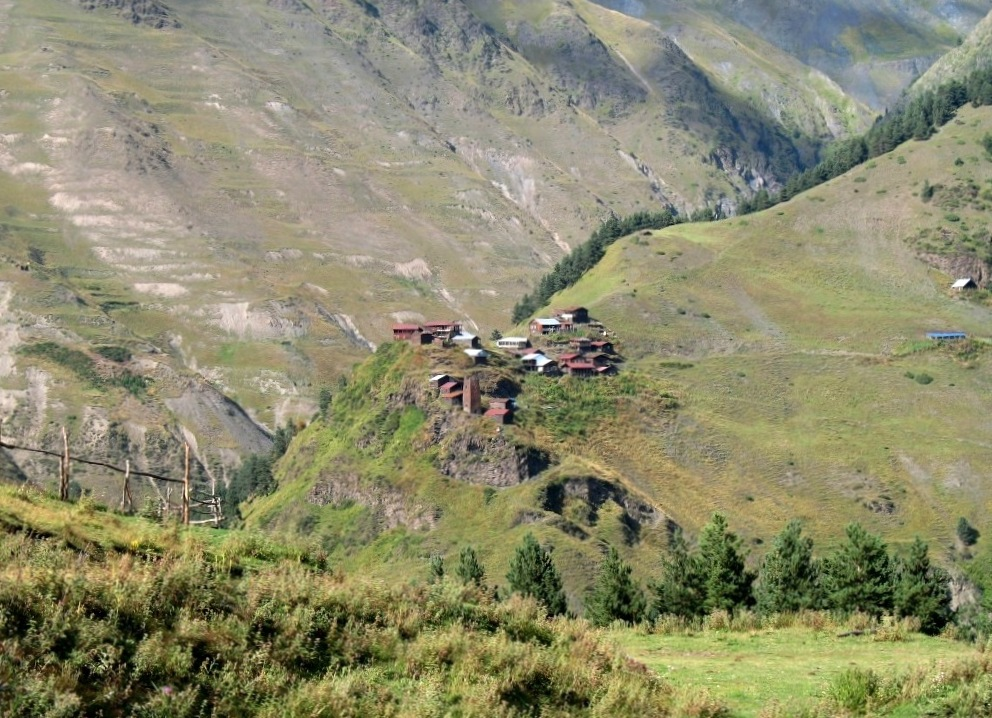
Dartlo, Tusheti
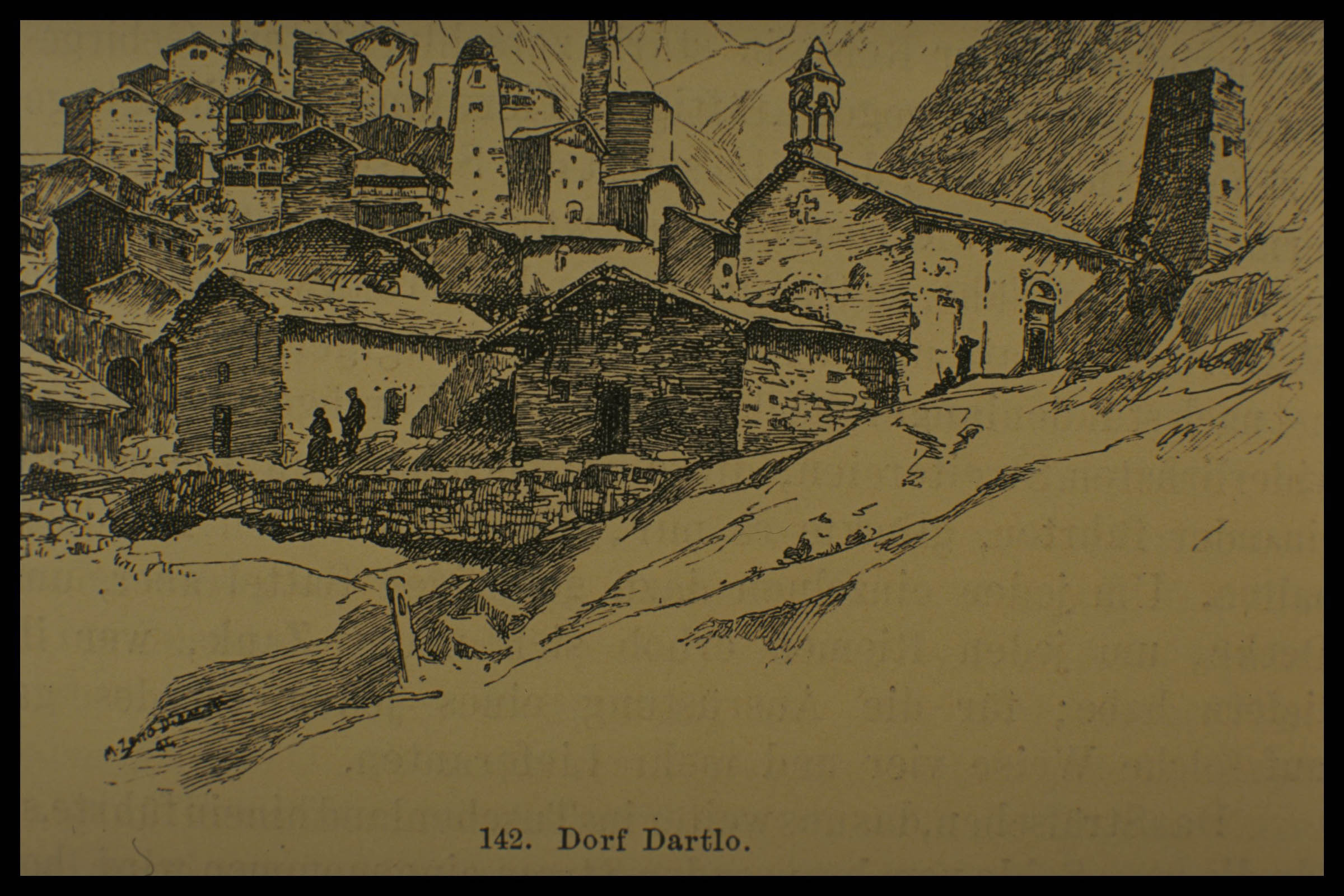
Dartlo 1892